# Eusirus giganteus
Eusirus giganteus is een vlokreeftensoort uit de familie van de Eusiridae. De wetenschappelijke naam van de soort is voor het eerst geldig gepubliceerd in 2002 door Andres, Lörz & Brandt.